# Erythroxylum areolatum
Erythroxylum areolatum är en tvåhjärtbladig växtart som beskrevs av Carl von Linné. Erythroxylum areolatum ingår i släktet Erythroxylum och familjen Erythroxylaceae. Inga underarter finns listade i Catalogue of Life.